# Марія Шимановська
Марія Шимановська (при народженні Маріанна Аґата Воловська; 14 грудня 1789, Варшава — 25 липня 1831, Санкт-Петербург, Росія) — польська композиторка та одна із перших професійних піаністів-віртуозів XIX століття. Вона активно концертувала по Європі, особливо у 1820-их роках, перед тим як стало оселилася у Санкт-Петербурзі. У столиці Московської імперії вона писала для двору, давала концерти, викладала.
Її твори — переважно фортепіанні п'єси, пісні та інші невеликі камерні композиції, а також перші концертні фортепіанні етюди та ноктюрни — є типовими зразками «блискучого стилю» (stile brillant) епохи, що передує Шопену. Вона була коханкою польського поета-романтика Адама Міцкевича і матір'ю його дружини Целіни з Шимановських.

## Біографія

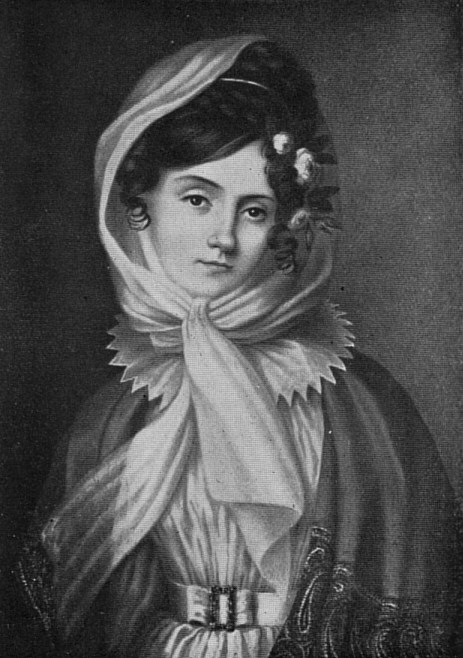
Марія Шимановська

Маріанна Аґата Воловська народилася у Варшаві 14 грудня 1789 року у сім'ї євреїв-франкістів. Про її ранні роки та особливо музичну освіту відомо мало. Вважається, що вона студіювала фортепіано із Антонієм Лісовським і Томашем Ґремом, а композицію із Францішеком Лесселем, Юзефом Ельснером і Каролем Курпінським. Вона давала свої перші публічні фортепіанні речиталі у Варшаві та Парижі у 1810 році.
У тому ж році вона одружилася із Юзефом Шимановським, із яким мала трьох дітей, коли жила у Польщі: Гелену (1811–61), що одружилася із чоловіком на прізвище Малевський, та близнят Целіну (1812–55), що одружилася із Адамом Міцкевичем, і Ромуальда (1811–40), який став інженером. Діти залишилися із Марією після того, як вона розлучилася із Шимановським у 1820. Юзеф Шимановський помер у 1832 році.
Шимановська померла від холери під час літньої епідемії 1831 року у Санкт-Петербурзі..
Марія Шимановська не має родинних зв'язків із Каролем Шимановським, який вважається найбільш відомим польським композитором XX століття. Вона вважається першою жінкою у світі музики двадцятого століття, яка досягла успіхів та міжнародного визнання